# 繁縷魯夜蛾
繁縷魯夜蛾（学名：Xestia tamsi）为夜蛾科魯夜蛾屬下的一个种。